# 愛迫みゆ
愛迫 みゆ（あいさこ みゆ、本名：上遠野瑞穂〈かとおの みずほ〉、1991年〈平成3年〉11月30日 - ）は、東京都出身の女性アイドル。アイドルグループ『AKB48』の7期研究生を経て、Arc Jewelとディアステージに所属する『愛乙女☆DOLL』に結成した2010年11月から2019年7月まで在籍していた。愛称は「みーたん」。

## 来歴
幼い頃はセーラームーンに憧れていたが、小学校卒業時に「将来の夢は歌手」と生徒の前で宣言してしまったのを機に、歌手になることを夢見る。
2008年10月、AKB48の「第四回研究生（7期生）オーディション」に応募。同年12月、第7期研究生11名の一人に選ばれ活動するが、腰と喉の悪化や学業専念を理由に2009年6月9日付をもって研究生を辞退。その後通っていた堀越高等学校を卒業した。
2010年10月31日、安達朱鳥プロデュースの「エンジェルプロジェクト」オーディションに合格し、同年11月16日に『愛乙女☆DOLL』（以下、らぶどると略す）のメンバーとなり、現芸名を名乗る。らぶどるでは結成から2013年4月13日まで初代リーダーを務めた。
2018年、舞台『7×1』のメイン出演者で構成されたユニット『虹色の飛行少女』に参加。舞台の枠を越えてライブ活動を積極的に行う。
2019年2月9日、TSUTAYA O-WESTで行われた『Arc Jewelバレンタインライブ2019』においてらぶどるからの卒業を発表。後述の2016年のバースデーライブで「2年以内に日本武道館で公演出来なかったら、らぶどるを卒業する。」という公約を果たす形となり、グループ自体に新しい未来を作ってほしいという意向をブログで明かしている。同年7月1日、TSUTAYA O-EASTで行われた『愛迫みゆ卒業ライブ〜最後の、、愛言葉はらぶ＆みーたん♡〜』をもってらぶどるとしての活動を終了。在籍8年8か月でシングル13枚、アルバム3枚参加などの実績を残した。以後はソロで舞台にも出演する等、活躍の幅を広げている。

## 人物
- キャッチフレーズは「愛言葉はらぶ&? みーたん!!!『私にはあなたが必要です。』ちょっぴりドジのかまってちゃん、みーたんこと愛迫みゆです。」[11]。
  - 当初は「照れ屋でおちゃめのみーたんこと・・・」だったが、2011年のTOKYO IDOL FESTIVAL[注 2]出演時から現在のものに変えた[11]。
- 好きな色はピンクで、らぶどるでの担当カラーもピンクだった[12]。愛迫卒業後は前田美咲[注 3]がピンクを引き継いでいる。
- 2012年8月12日に管野まりなが卒業[14]して以降は、らぶどるに最後まで残った1期生であった。初お披露目（2010年11月16日）から卒業（2019年7月1日）までの在籍日数は3,150日で、グループ史上最長記録だったが、2021年に佐野友里子が愛迫の記録を塗り替えている[注 4]。

### 交友関係
- AKB48時代は、先輩（4期生）だった成瀬理沙[16]や、研究生同期だった岩佐美咲、小森美果、林あやのと仲が良かった[17]。TBSラジオで放送されていた『ミュージックナビ〜昨日と今日との交差点〜』の1コーナー「岩佐美咲のこんばんわさみん」に愛迫がゲスト出演したこともある[注 5]。
- 7期研究生だった佐藤すみれが後に移籍したSKE48の現キャプテンである斉藤真木子[19]や、SKEの元メンバーである金子栞[19]とも仲が良い。
- アフィリア・サーガ・イースト（現：純情のアフィリア）の元メンバー・ユカフィンやレイミー（八島さらら）とも仲が良い[20]。ユカフィンとは“みゆかふぃん”と称されるほど交流が深く[21]、アフィリアとの合同イベント[注 6]を行ったことがある他、後述のバースデーライブや愛迫フェスにもゲスト出演している。

## 作詞曲
ここでは、らぶどる時代に発表した楽曲のうち、愛迫単独で作詞した楽曲を詳述する。
| 曲名                       | 初披露年月日と会場             | 備考                                                              |
| -------------------------- | ------------------------------ | ----------------------------------------------------------------- |
| LOVE&PEACE                 | 2011年7月30日 秋葉原GOOD MAN   | CDでの初出は2012年5月22日発売 『GO!! MY WISH!!/LOVE&PEACE』       |
| 歌声を、この声を           | 2013年12月1日 初台Doors        | 作曲はSHUNが担当。 後述のバースデーライブで初披露。               |
| アイコトバ -Baby's breath- | 2018年12月9日 東京キネマ倶楽部 | 作曲は福井シンリ（作詞も共作）。 後述のバースデーライブで初披露。 |

## 出演

### 舞台
- 劇団TEAM-ODAC
  - 第23回本公演「僕らのピンク スパイダー」（2017年3月9日 - 20日、紀伊國屋ホール） - 太田里織菜も出演[28]
  - 第27回本公演「小さな結婚式〜いつか、いい風は吹く〜」（2017年12月13日 - 17日、スペース・ゼロ）[29]
- 劇団Toy Late Lie
  - 「雨音に消えた白」（2018年2月14日 - 18日、新宿シアターモリエール）[30]
  - 「7×1〜くり返しの人生〜」（2018年10月11日 - 14日、シアターグリーン BIG TREE THEATER） - 葵木綿子役[31][32]
  - 「俺はヤンキーになりたかった。〜アオハルコメディ〜」（2019年5月15日 - 19日、新宿村LIVE）[32]
  - 「君は嘘と知らない」（2019年12月18日 - 22日、新宿シアターモリエール）[33]
- 五反田タイガー 4th Stage「Casket〜深海から見える星〜」（2018年9月12日 - 16日、草月ホール）[34][35]
- Monkey Works Vol.02「キンギンヒシャカク!〜乙女の一手〜」（2019年10月4日 - 14日、新宿シアターモリエール）[36]

### 冠公演
ここでは、らぶどる時代に出演したライブのうち、愛迫の名を冠した公演のみを詳述する。
| 公演名                                                   | 開催年月日     | 会場             | 主な出来事 |
| -------------------------------------------------------- | -------------- | ---------------- | --- |
| 愛迫みゆバースデーライブ2012                             | 2012年12月2日  | 新宿MARZ         | らぶどる2枚目のシングルとなる 『ビターチョコ・バレンタイン』が初披露された。                                                                         |
| 愛迫みゆバースデーライブ2013                             | 2013年12月1日  | 初台DOORS        | 自身初のソロ曲 『歌声を、この声を』『世界の終りの果てに』が初披露。 『歌声を - 』は楽曲を制作したSHUNがギター演奏で参加した。                        |
| 愛迫みゆバースデーライブ2014                             | 2014年11月22日 | 新宿BLAZE        | 小森美果と共に『片思いの対角線』『タンポポの決心』を歌唱。                                                                                           |
| 愛迫みゆバースデーライブ2015 〜み～たんのトリセツ♡〜     | 2015年11月15日 | 新宿BLAZE        | この年の4月に卒業した岩崎夢生 （現「Tokyo Flamingo」メンバー）がゲスト出演。 FLOWERの『Still』を歌唱                                                 |
| 愛迫みゆバースデーライブ2016                             | 2016年12月4日  | 渋谷WWW          | 八坂沙織がゲスト出演。 八坂がかつて在籍したSUPER☆GiRLSの『MAX!乙女心』を歌唱。 このライブ内で「2年以内に武道館に立てなかったら卒業する」と宣言した。 |
| 愛迫みゆバースデーライブ2017                             | 2017年11月26日 | 東京キネマ倶楽部 | ユカフィン、荒川優那がゲスト出演 |
| 愛迫みゆバースデーライブ2018                             | 2018年12月9日  | 東京キネマ倶楽部 | 長野せりな、ユカフィン、山岸奈津美、平松可奈子がゲスト出演。                                                                                         |
| 愛迫みゆ卒業ライブ 〜最後の、、愛言葉はらぶ＆みーたん♡〜 | 2019年7月1日   | TSUTAYA O-EAST   | らぶどるメンバーとしての最終公演。 卒業記念曲「NEVER ENDiNG DOLLY」を歌唱。 元メンバーの芦崎麻耶がゲスト出演。                                       |

### 愛迫フェス
2019年より年数回行われている冠ライブ・イベント。
| 回数                           | 開催年月日    | 会場             | 共演者 |
| ------------------------------ | ------------- | ---------------- | --- |
| 第1回                          | 2019年6月8日  | 渋谷CLUB QUATTRO | 愛乙女☆DOLL、ワンダーウィード、林あやの、ユカフィン、放課後プリンセス、平松可奈子、小島瑠那、虹色の飛行少女、計良日向子 |
| 第2回                          | 2019年9月28日 | Zicro Tokyo      | 虹色の飛行少女、Ange☆Reve、Jewel☆Neige、中田ちさと、小森美果、林あやの、計良日向子、芦崎麻耶                            |
| 第3回 「愛迫みゆバースデーSP」 | 2019年12月1日 | 東京キネマ倶楽部 | Luce Twinkle Wink☆、ワンダーウィード、SAY-LA、Premony、虹色の飛行少女、駆け出しの飛行少女                               |